# Enel
Enel (Ente Nazionale per l'Energia Elettrica) je největší elektrárenskou společností v Itálii. Enel vyrábí respektive těží a posléze distribuuje a prodává elektřinu a plyn v Evropě (v Bulharsku, Francii, Řecku, Itálii, Rumunsku, Rusku, Slovensku a Španělsku), Severní Americe (Kanadě a USA) a Latinské Americe (v Brazílii, Chile, Kostarice, Salvadoru, Guatemale, Mexiku a Panamě). Se společností Endesa je Enel přítomen i v Argentině, Kolumbii, Maroku, Peru a Portugalsku. Po získání španělské elektrárenské společnosti Endesa je Enel nyní přítomen v 22 zemích a dodává energii (zemní plyn, elektřinu) pro více než 50 milionů zákazníků.
V únoru 2005 Enel koupil 66% podíl v elektrárenské společnosti Slovenské elektrárny (SE).